# 펑양현 (구위안시)
펑양현(한국어: 팽양현, 중국어: 彭阳县, 병음: Jiǎnyáng Shì)은 중화인민공화국 닝샤 후이족 자치구 구위안 시의 현급 행정구역이다. 넓이는 3,239km2이고, 인구는 2007년 기준으로 250,000명이다.
펑양 현은 농업 현이다. 주요 농산품은 밀이나 최근에 임업이 발전하고 있다. 현청소재지는 바이양 진(白阳镇)이다.

## 행정 구역
3개 진, 9개 향을 관할한다.
- 진: 白阳镇, 王洼镇, 古城镇.
- 향: 新集乡, 城阳乡, 红河乡, 冯庄乡, 小岔乡, 孟塬乡, 罗洼乡, 交岔乡, 草庙乡.